# Chris Offutt
Christopher John 'Chris' Offutt (Lexington, 24 agosto 1958) è uno scrittore e sceneggiatore statunitense.

## Biografia
Nato a Lexington, nel Kentucky, il 24 agosto 1958, vive e lavora a Oxford, nel Mississippi.
A partire dal suo esordio nel 1992 con la raccolta di racconti Nelle terre di nessuno, ha pubblicato un romanzo, un'altra raccolta e tre memoir.
Sceneggiatore televisivo per il canale HBO, suoi articoli e saggi sono apparsi in importanti riviste quali Harper's Magazine, Oxford American, e The New York Times.
Professore invitato presso l'Iowa Writers’ Workshop, nel 1996 è stato insignito di un Whiting Award nella sezione "Narrativa e saggistica".

## Opere
- Kentucky Straight, 1992 (Nelle terre di nessuno[5], trad. di Roberto Serrai, Minimum fax, Roma, 2017)
- The Same River Twice: A Memoir, 1993
- The Good Brother, 1997 (Il fratello buono, trad. di Roberto Serrai, Minimum fax, Roma, 2020)
- Out of the Woods, 1999 (A casa e ritorno, trad. di Roberto Serrai, Minimum fax, Roma, 2019)
- No Heroes: A Memoir of Coming Home, 2002
- My father, the Pornographer, 2016 (Mio padre, il pornografo , trad. di Roberto Serrai, Minimum fax, Roma, 2019)
- Country Dark, 2018 (Country Dark, trad. di Roberto Serrai, Minimum fax, Roma, 2018)
- The Killing Hills, 2021 (Le colline della morte, trad. di Roberto Serrai, Minimum fax, Roma, 2021)
- Second hand, 2022 (Di seconda mano, trad. di Roberto Serrai, Minimum fax, Roma, 2022)
- Shifty's Boys, 2022 (Una questione di famiglia trad. di Roberto Serrai, Minimum fax, Roma, 2023
- Code of the Hills (2023)
- The Reluctant Sheriff (2025)

## Filmografia

### Televisione
- True Blood
  - Caccia ai vampiri (1x07)
  - Il processo (1x10)
- Weeds
  - Un clacson particolare (5x08)